# La Hottée de Gargantua
La Hottée de Gargantua ist eine chaotische Felsformation von etwa zehn Metern Höhe im Wald von Molinchart, westlich von Laon mitten im Département Aisne in Frankreich. Die Gruppe erodierter Gesteine besteht aus Sandstein und wurde vor etwa 70 Millionen Jahren im Tertiär gebildet. 
Gargantua ist der Name eines mythischen Riesen, den François Rabelais in seinem Romanzyklus Gargantua und Pantagruel im 16. Jahrhundert bekannt machte. Aus der Überlieferung ist bekannt, dass Gargantua die Landschaft geformt hat, lange bevor Rabelais die Geschichte aufnahm.
Es gibt Dutzende von Menhiren und einen Dolmen mit dem Namen Les Palets de Gargantua im Département Indre-et-Loire. 
Mehrere Legenden erzählen die Geschichte des Ortes.